# Liste der Baudenkmale in Dabel
In der Liste der Baudenkmale in Dabel sind alle Baudenkmale der Gemeinde Dabel (Landkreis Ludwigslust-Parchim) und ihrer Ortsteile aufgelistet (Stand: Januar 2021).

## Dabel
| ID | Lage                            | Bezeichnung                                                                                    | Beschreibung | Bild                                   |
| -- | ------------------------------- | ---------------------------------------------------------------------------------------------- | --- | -------------------------------------- |
|    | Bahnhofstraße 19 (Karte)        | ehem. Bahnhof mit Empfangsgebäude/Güterabfertigung, Toilettenhaus mit Mauer und Bahnwärterhaus | |                                        |
|    | Lindenstraße 2 (Karte)          | Wohnhaus                                                                                       | |                                        |
|    | Lindenstraße 16 (Karte)         | Forsthaus                                                                                      | |                                        |
|    | Rother Strumpf 1 (Karte)        | Windmühle, Wohnhaus, Scheune und Stall                                                         | | Windmühle, Wohnhaus, Scheune und Stall |
|    | Rother Strumpf                  | Meilenstein                                                                                    | |                                        |
|    | Straße der DSF                  | Gedenkstein Hans Beimler                                                                       | |                                        |
|    | Wilhelm-Pieck-Straße            | Kriegerdenkmal 1914/18                                                                         | | Kriegerdenkmal 1914/18                 |
|    | Wilhelm-Pieck-Straße (Karte)    | Kirche                                                                                         | Die evangelische Kirche wurde im 15. Jahrhundert erbaut, im 19. Jahrhundert wurde die Kirche umfangreich umgebaut. Im Inneren befindet sich ein Mittelschrein eines Schnitzaltars aus dem 15. Jahrhundert und eine Holztaufe aus dem 16. Jahrhundert. | Kirche                                 |
|    | Wilhelm-Pieck-Straße            | Denkmal „Tamara Bunke“                                                                         | |                                        |
|    | Wilhelm-Pieck-Straße 23 (Karte) | Wohnhaus                                                                                       | |                                        |

## Turloff
| ID | Lage    | Bezeichnung                          | Beschreibung | Bild |
| -- | ------- | ------------------------------------ | ------------ | ---- |
|    | (Karte) | Forsthof mit Forsthaus und 2 Ställen |              |      |